# Manuel Pousão
Manuel Pousão (Alandroal, 1594/98 – Lisboa, 17 de junho de 1683) foi um compositor português do Barroco.

## Biografia

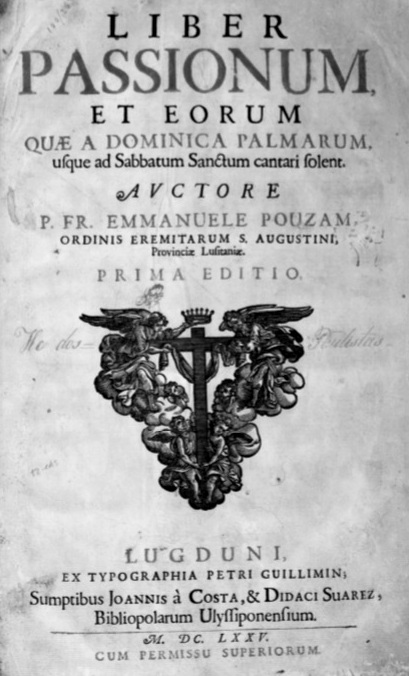
Liber Passionum, 1675

Manuel Pousão nasceu por volta de 1594/1598 no Alandroal, filho de Lourenço Rodrigues e Brites Fernandes. Aprendeu Música com o mestre António Pinheiro e entrou para a Ordem dos Eremitas de Santo Agostinho a 16 de maio de 1617, baseando-se no Convento da Graça de Lisboa. Nesta comunidade desempenhou os cargos de regente do coro, mestre dos noviços e visitador da província.
Morreu na cidade de Lisboa a 17 de junho de 1683, contando com quase 90 anos de idade.

## Obra
Compôs vilancicos, motetes e uma missa de defuntos que se encontravam em manuscritos na Biblioteca Real de Música e foram destruídos aquando do sismo de Lisboa de 1755. Sobrevive parcialmente um vilancico a Santa Clara na Biblioteca Pública de Évora e um livro de cantochão que publicou em 1675 chamado Liber Passionum, et eorum quae a Dominica Palmarum, usque ad Sabbatum Sanctum cantari solent (Lyon: Tipografia de Pierre Guillimin).

### Obra perdida
- "A dar lus de vida eterna" a solo e 8vv (vilancico do Santíssimo Sacramento)
- "A gozar del combite" a 4vv (vilancico do Santíssimo Sacramento)
- "O admirable Sacramento" a solo e 5vv (vilancico do Santíssimo Sacramento)
- "Si el amor me llamare a la mesa" a 5vv (vilancico do Santíssimo Sacramento)
- "Ya le conosco por Dios" (vilancico do Santíssimo Sacramento)
- "Si vieres dormido al niño" a 3 e 5vv (vilancico do Natal)
- "Missa defunctorum" a 8vv
- Motetes[2]